# Emmanuel Leclainche
Auguste-Louis-Emmanuel Leclainche, né le 29 août 1861 à Piney (Aube) et mort le 26 novembre 1953 à Paris, est un vétérinaire et microbiologiste français, internationalement connu pour ses réalisations scientifiques en médecine vétérinaire, ainsi que pour son rôle majeur dans l'organisation de l'enseignement vétérinaire et des services vétérinaires français. Il est aussi l'initiateur de l'OIE (Office international des épizooties) maintenant connu sous le nom d’Organisation mondiale de la santé animale, pour la lutte contre les maladies animales au niveau mondial.

## Biographie

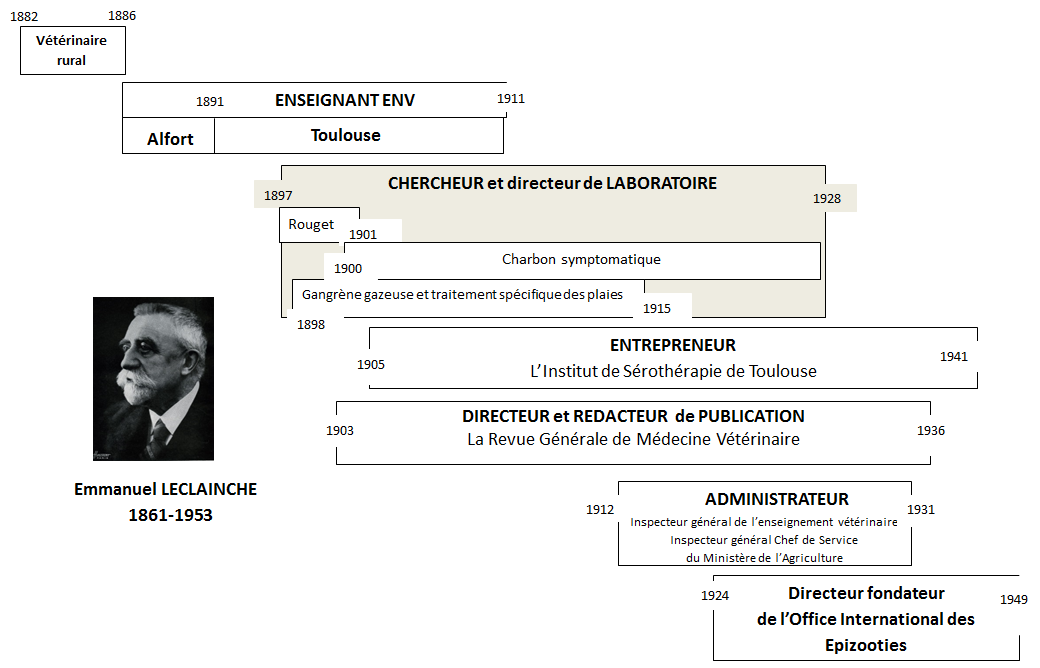
Carrière et activités d'Emmanuel Leclainche

Personnalité dominante dans l’histoire de l’enseignement, de la recherche et de la profession vétérinaires, Emmanuel Leclainche a excellé dans tous les domaines.
Ce fut un grand microbiologiste pastorien et un brillant enseignant à l’École nationale vétérinaire d’Alfort en tant que collaborateur d’Edmond Nocard, puis à l’École nationale vétérinaire de Toulouse où il fit l’essentiel de sa carrière d’enseignant et de chercheur de 1891 à 1911.

Il fonda, en 1903, une publication scientifique et professionnelle, la Revue générale de médecine vétérinaire, éditée à Toulouse et, en 1905, l’Institut de Sérothérapie de Toulouse (I.S.T.), devenant par là aussi un chef d’entreprise. 

À partir de janvier 1912, il occupa à Paris le poste créé pour lui d’Inspecteur général chef des services vétérinaires au Ministère de l’Agriculture auquel s’ajouta en 1923 celui d’Inspecteur général des Écoles vétérinaires, ce qui fit de lui le «maître incontesté de la profession vétérinaire». 

En 1913, il prit la direction, à Alfort, du Laboratoire de recherches des services sanitaires créé par Nocard  et Roux. Membre de l’Académie des Sciences depuis 1917, il en devint président comme le furent les vétérinaires Henri Bouley et Auguste Chauveau avant lui.

En 1924, il fonda l’Office international des épizooties, aujourd’hui l’Organisation mondiale de la santé animale, dont il fut le premier directeur. 

Polyglotte, il rayonna jusqu’à un âge avancé dans les congrès internationaux où son prestige était immense.

Emmanuel Leclainche a été l’acteur majeur de la loi de 1923 sur le doctorat vétérinaire et de la loi de 1938 sur le monopole d’exercice professionnel vétérinaire.

## L’œuvre scientifique

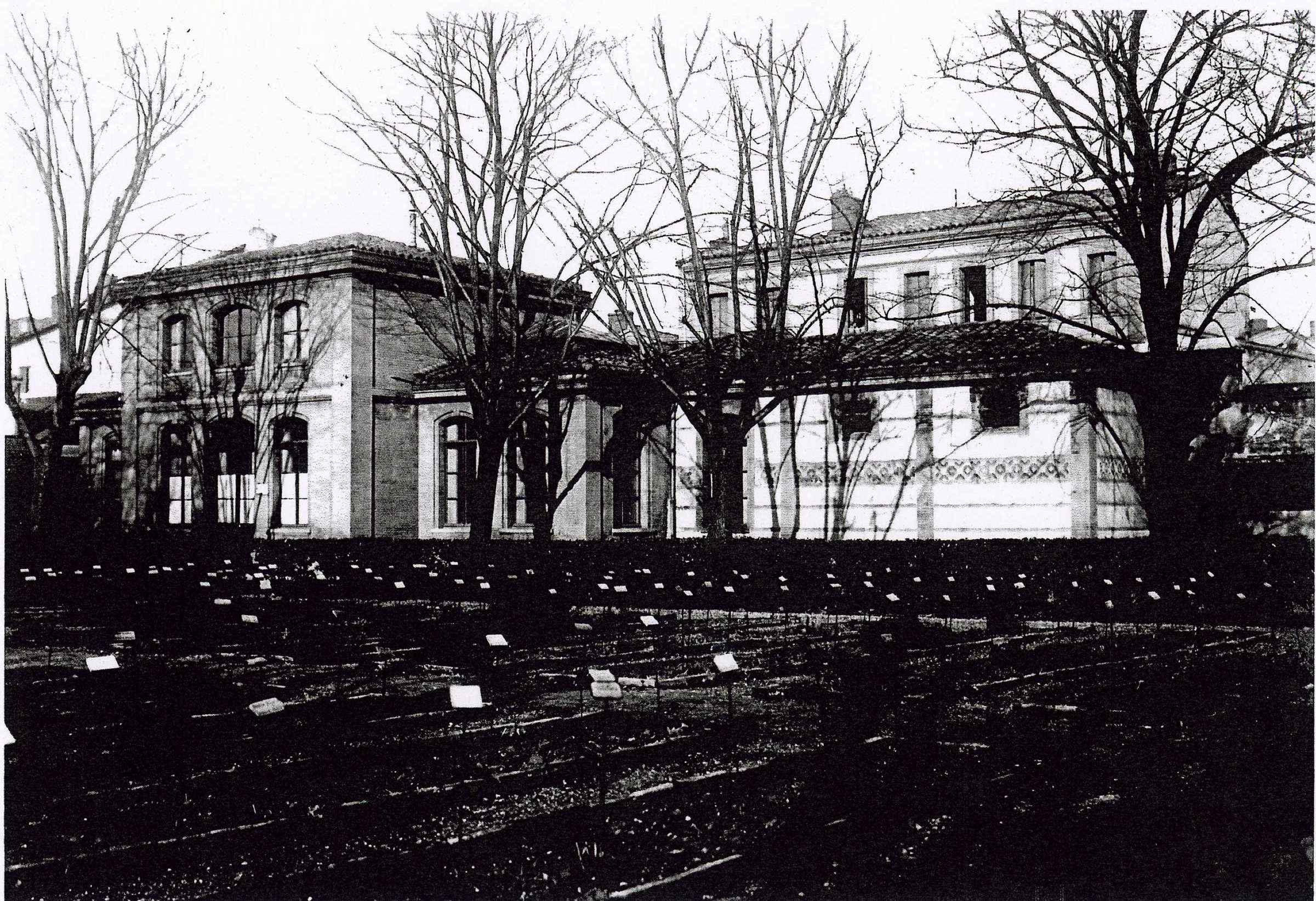
Pavillon de microbiologie et de maladies contagieuses de l'ancienne école vétérinaire de Toulouse

Arrivé à Toulouse en 1891, Leclainche se consacre à son enseignement. Il écrit dans ses mémoires n'avoir jamais manqué un seul cours pendant toute sa carrière. Mais à l’époque, il vient de quitter Nocard qui l’a initié aux techniques pastoriennes, et il rêve de poursuivre ses travaux. Avec l’aide de Conte, son chef de travaux, et de Maurette, son préparateur, il crée un laboratoire de fortune dès son arrivée à Toulouse.
L’époque est favorable, Pasteur a ouvert une voie dans laquelle de nombreux scientifiques s’engagent pour faire avancer la science. Dans ses mémoires, Leclainche accordera peu de mérite à ses propres découvertes puisqu’il écrit n’avoir fait que « ramasser les miettes du festin pastorien ». Son activité scientifique de laboratoire et d’expérimentation est pourtant très importante tout au long de sa période toulousaine. Elle aboutit en particulier à la mise au point de la sérovaccination contre le rouget du porc entre 1897 et 1901, à la vaccination contre le charbon symptomatique à Clostridium chauvoei de 1900 à 1928, au sérum antigangréneux à Clostridium perfringens à partir de 1898 ; ses sérums polyvalents seront très utilisés pour soigner les plaies de guerre entre 1914 et 1918.
Dès 1900, Leclainche est internationalement reconnu comme un des plus grands microbiologistes français.

## La création de l'Institut de sérothérapie de Toulouse (I.S.T.)
Entrepreneur par obligation, pour concrétiser et développer son action scientifique, Emmanuel Leclainche est le créateur, avec Dominique Bimes, de l’Institut de Sérothérapie de Toulouse en 1905 qui permit la production des sérums et des vaccins qu’il avait mis au point.

### Une création imposée par la nécessité

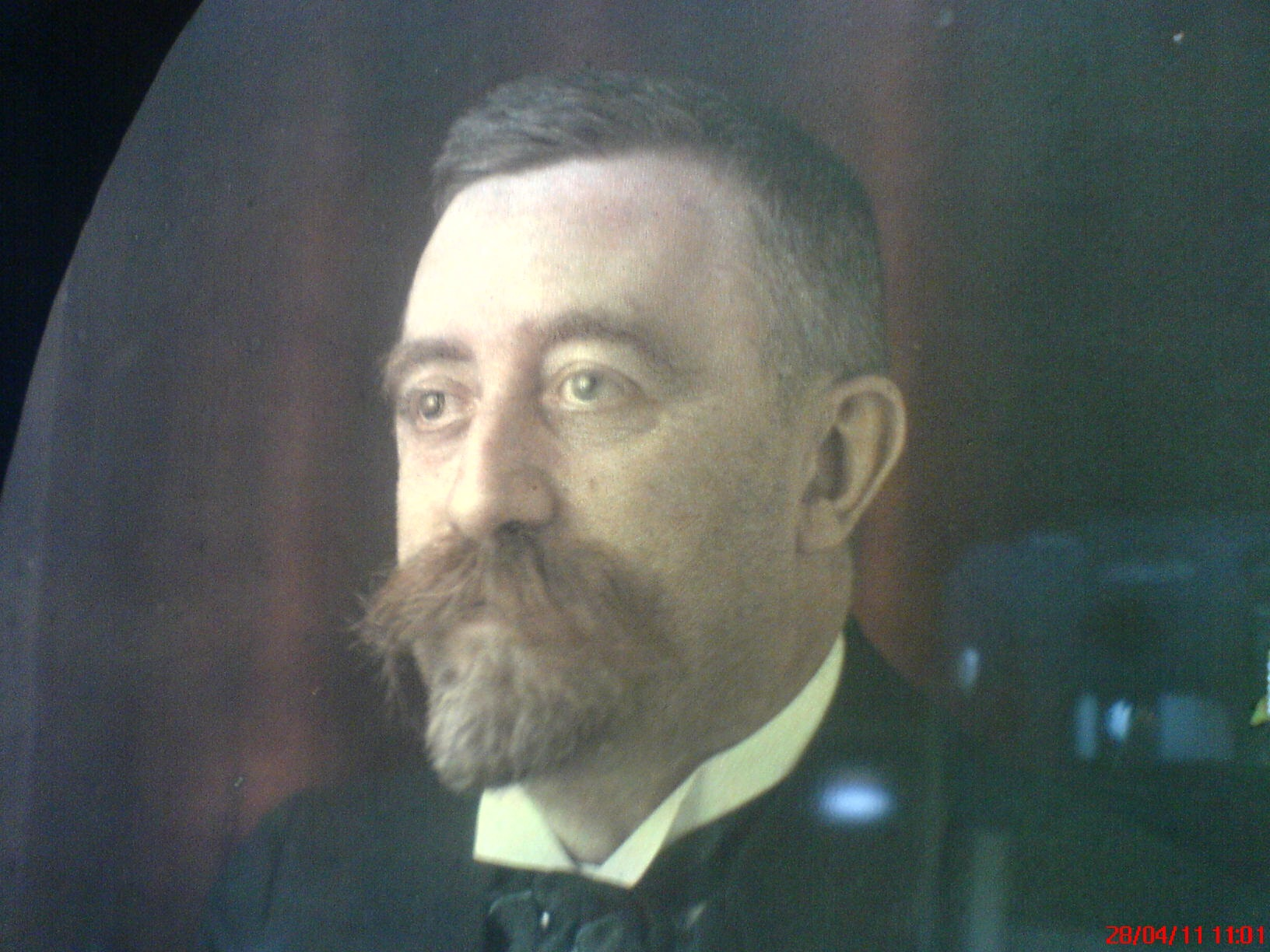
Emmanuel Leclainche, jeune professeur à l’École vétérinaire de Toulouse

En 1900, Leclainche avait obtenu du ministre de l’agriculture Dupuy, avec le soutien de Nocard et malgré l’opposition des services du ministère, que l’École Vétérinaire de Toulouse ait l’autorisation de produire et de délivrer elle-même les sérums et vaccins contre le rouget du porc dont l'utilisation connaissait un succès croissant. Le 16 janvier 1905, Leclainche écrit au ministre de l’Agriculture Ruau pour demander, pour l’École de Toulouse, l’autorisation de délivrer son nouveau vaccin contre le charbon symptomatique. Mais Ruau se soumet aux pressions contraires de ses bureaux et répond que l’État ne peut en aucun cas accepter la responsabilité de l’utilisation de ce nouveau vaccin contre le charbon, et qu’il est donc hors de question qu’il soit produit à l’École de Toulouse. Il lui ordonne également de cesser la production du vaccin contre le rouget mais il autorise Leclainche à garder les chevaux utilisés pour mettre au point le sérum et à en disposer comme bon lui semble. En l'absence de toute possibilité de les produire sur Toulouse, Leclainche se rend à Paris pour proposer ses vaccins à l’Institut Pasteur. Il soumet son projet à Émile Roux, devenu directeur de l’Institut en 1904, mais Roux refuse l’offre, prétextant que l’Institut a pour habitude de n’exploiter que des méthodes qu’il a lui-même développées. Leclainche se rend alors à l’Institut Pasteur de Lille, pour proposer son vaccin à Albert Calmette. Ce dernier serait prêt à accepter sa proposition mais les conditions locales ne se prêtent pas économiquement à la production et surtout à la diffusion de ces vaccins.

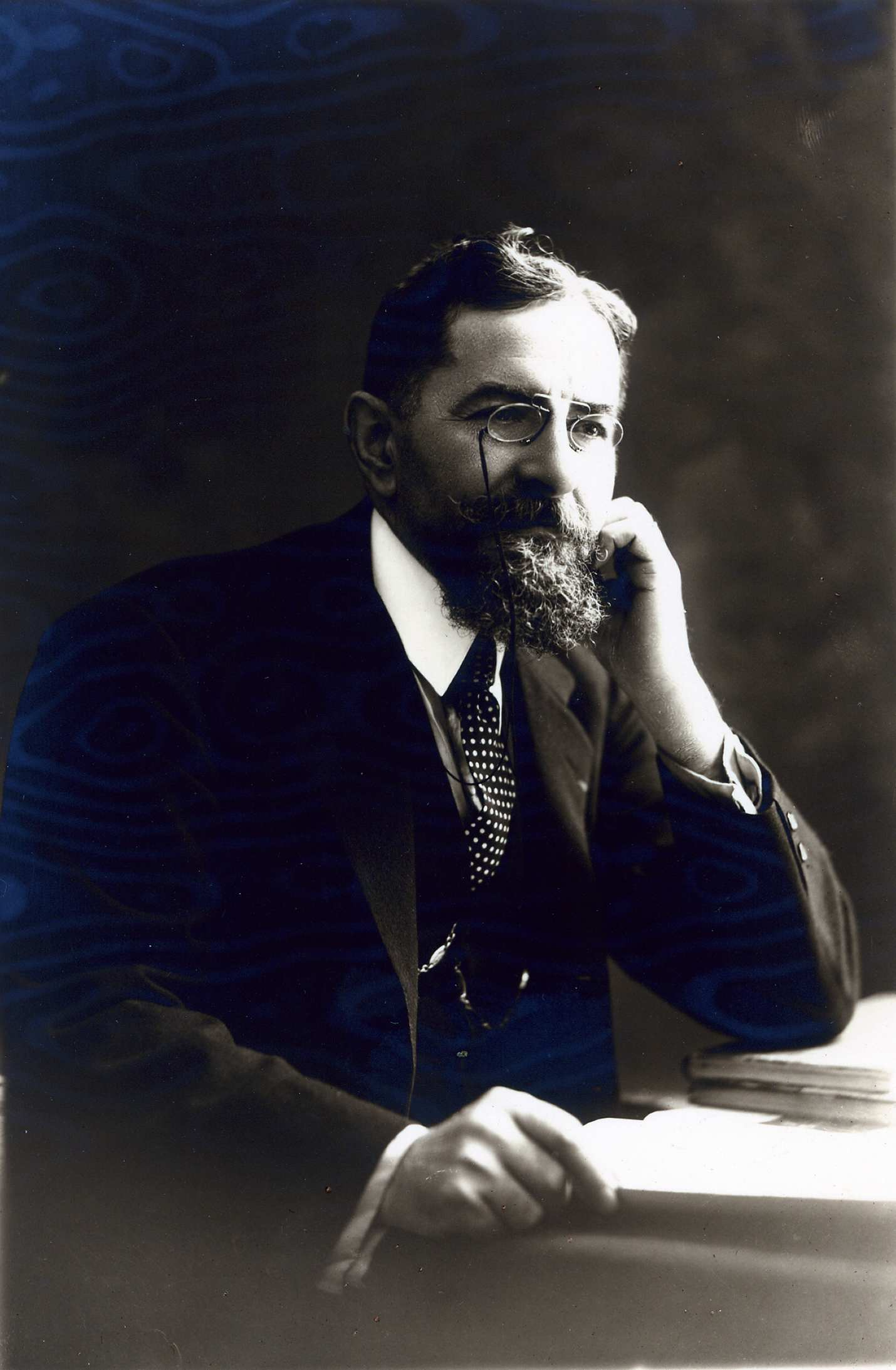
Dominique Bimes (1867-1929)

De retour à Toulouse, Leclainche reçoit le soutien d’un collègue, Dominique Bimes, professeur d’anatomie pathologique à l'école vétérinaire avec lequel il s’est associé en 1903 pour créer la Revue générale de médecine vétérinaire. Bimes a été le chef de travaux du professeur de physiologie Ferdinand Laulanié, directeur libéral de l'école vétérinaire et grand scientifique, qui a accueilli Leclainche à son arrivée d'Alfort. Bimes, avec le soutien de Mme Leclainche, parvient à le convaincre de produire lui-même ses sérums et vaccins. Tous deux achètent alors, le 28 juin 1905, une villa au fond d’un jardin située  au 22 rue Ingres, juste en face de la villa de Leclainche (au numéro 21), pour la somme de 10 000 francs Ils y installent rapidement le matériel de laboratoire indispensable et trouvent une place pour la dizaine de chevaux immunisés cédés par l’État. Ils sont aidés dans cet aménagement précaire par leur préparateur, Maurette, qui vient leur prêter main-forte en dehors de ses horaires de travail.

### L'association Bimes, Leclainche et Vallée

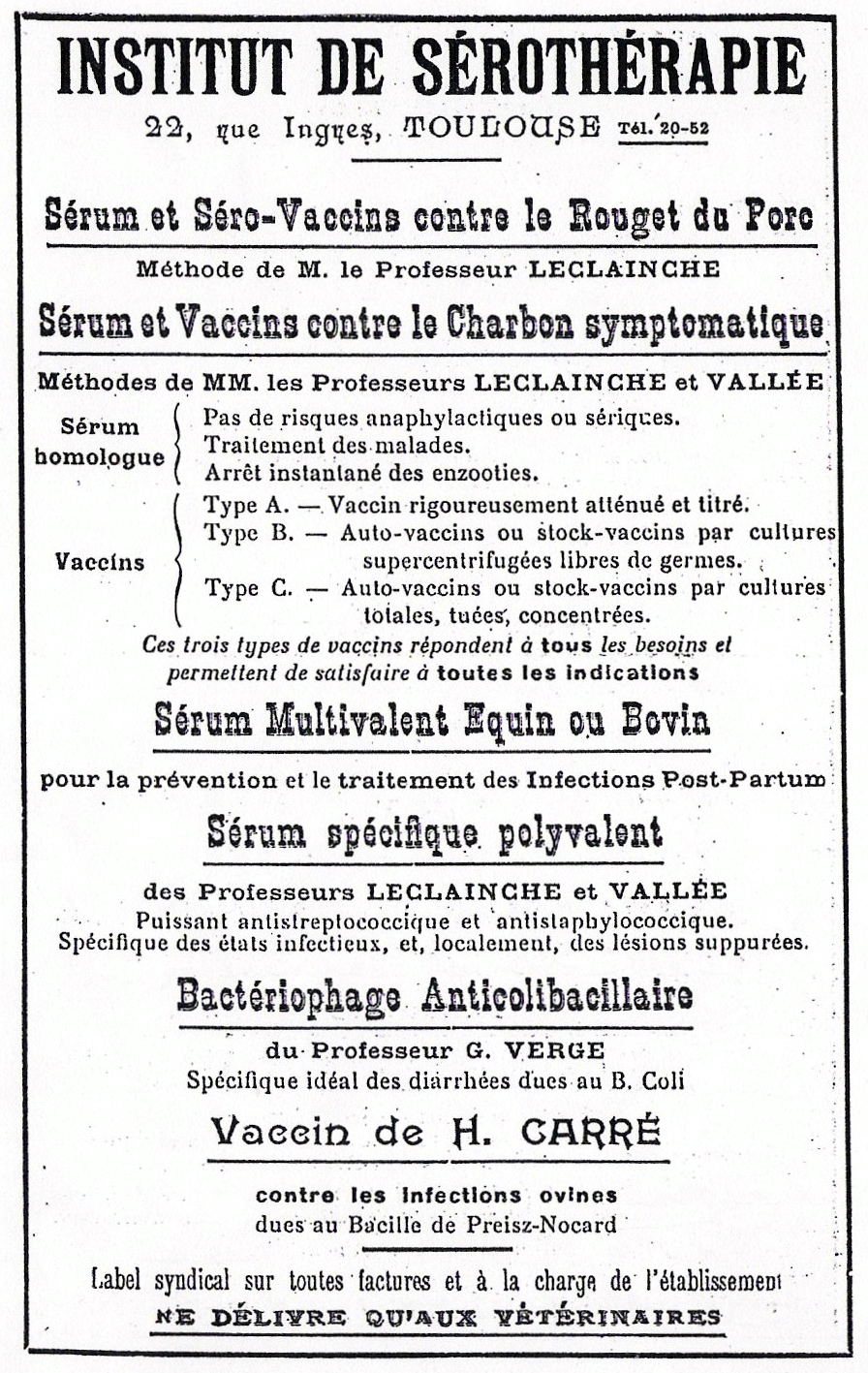
Publicité de l'IST en 1936

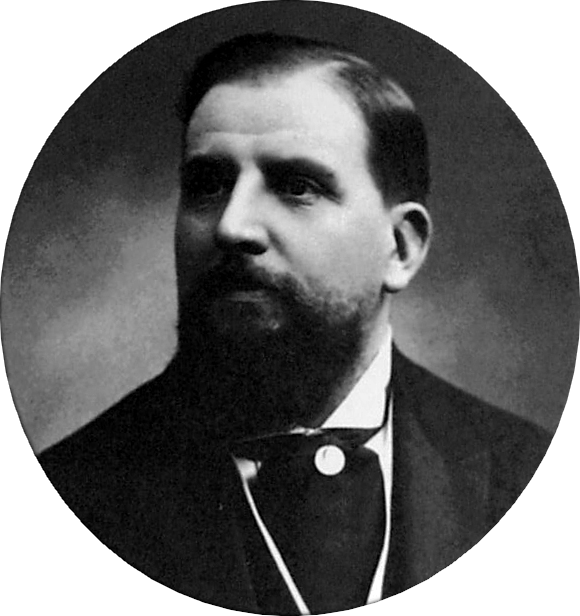
Henri Vallée (1874-1947)

Le laboratoire est assez rapidement fonctionnel, mais Leclainche pris par ses nombreuses autres activités se met à regretter de l’avoir fondé. Cette création lui pose aussi un vrai cas de conscience et à l'époque il est prêt à tout céder à Bimes, excellent administrateur mais totalement étranger aux techniques de fabrication des vaccins. C’est à ce moment qu’Henri Vallée est associé à l’entreprise. Vallée a été chef de travaux de Leclainche jusqu’à ce qu’il revienne à Alfort pour prendre la succession de Nocard en 1903. En 1920 est créée  la société en nom collectif  Bimes, Leclainche et Vallée qui forme l’IST dont Bimes est le gérant jusqu’à sa mort en 1929. Maurice Vallée, vétérinaire, fils d’Henri Vallée, lui succède en 1930. Leclainche sera l’actionnaire principal de la société pendant 36 ans, avec 300 des 650 parts ; 200 seront attribuées à Bimes et 150 à Vallée.
La société qui connait un grand développement participera en 1947 à la création de l’Institut français de la fièvre aphteuse (IFFA) avec l’Institut Mérieux. L’IST et l’IFFA seront absorbés en 1968 par l’Institut Mérieux dont une partie sera rachetée par Rhône-Poulenc pour créer Rhône-Mérieux qui aboutira à la création de Mérial en 1997, intégrée depuis le 1er janvier 2017 dans le groupe Boehringer Ingelheim auquel elle a été cédée par Sanofi.

## L’organisateur et l’administrateur

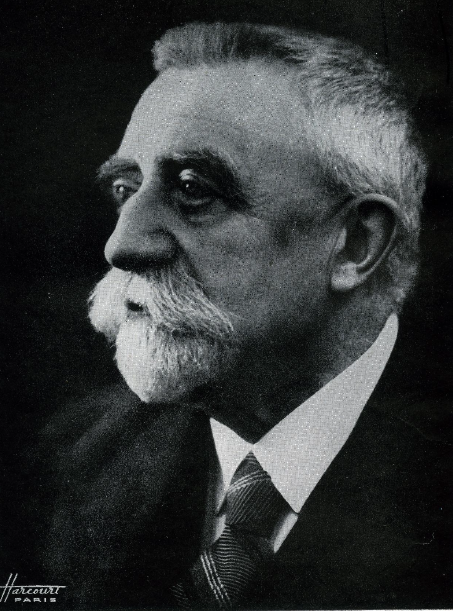
Professeur Emmanuel Leclainche, Inspecteur Général, chef du Service de l’Inspection des Services vétérinaires, Inspecteur Général des Écoles Vétérinaires, directeur de l'O.I.E.

En 1923, il cumule ses fonctions d'Inspecteur général des services vétérinaires avec celles d'Inspecteur général des écoles vétérinaires, au départ du professeur Barrier qui fut le successeur de Chauveau à ce poste. Il devient de ce fait le « chef incontesté », le « maître indiscuté » de la profession vétérinaire.
Conseiller influent des ministres, il a alors un des rôles les plus importants dans la promulgation de la loi du 31 juillet 1923 créant le doctorat vétérinaire. En 1924, grâce à son action, les Écoles Vétérinaires sont reconnues établissements d’enseignement supérieur. 
Remarquable organisateur, négociateur et administrateur, il est à l’origine de l’organisation des services vétérinaires en France grâce à la loi du 12 janvier 1909 et du décret du 28 novembre 1911, et de la loi qui a instauré la prophylaxie de la tuberculose et l’inspection de la salubrité des viandes promulguée le 7 juillet 1933.
Leclainche, polyglotte, s’impliqua considérablement dans l’activité vétérinaire internationale. En 1921,  il organisa à Paris une conférence internationale qui se tint avec des représentants de 42 États  pour l’étude des maladies épizootiques et leur prophylaxie.  Elle déboucha sur la création de l’Office international des épizooties (OIE) le 25 janvier 1924, Leclainche, premier directeur de l’OIE, le restera pendant 22 ans, puis laissera la place à Gaston Ramon. L’OIE est maintenant également connu sous le nom d’Organisation mondiale de la santé animale.

### L'enseignement vétérinaire

#### Conceptions de Leclainche en matière d'enseignement vétérinaire
On peut les résumer comme suit : une organisation des écoles vétérinaires moins centralisée, un numerus clausus et un élitisme dans le recrutement des étudiants, un élitisme aussi dans le recrutement des enseignants, une formation scientifique de haut niveau conjuguée à une forte professionnalisation, un statut d'enseignement supérieur aligné sur celui des facultés de médecine humaine.

#### La création en 1920 du Conseil supérieur de l'enseignement vétérinaire
Avant d'avoir une autorité directe sur l'enseignement vétérinaire qu'il exercera en 1923 mais fort de l'influence que lui ont donné ses multiples écrits dans la Revue générale de médecine vétérinaire, et de son autorité d'Inspecteur général chef du service de l’Inspection des Services vétérinaires, Leclainche obtient en 1920 la création d'un Conseil supérieur de l'enseignement vétérinaire, outil créé pour la mise en application de ses recommandations.

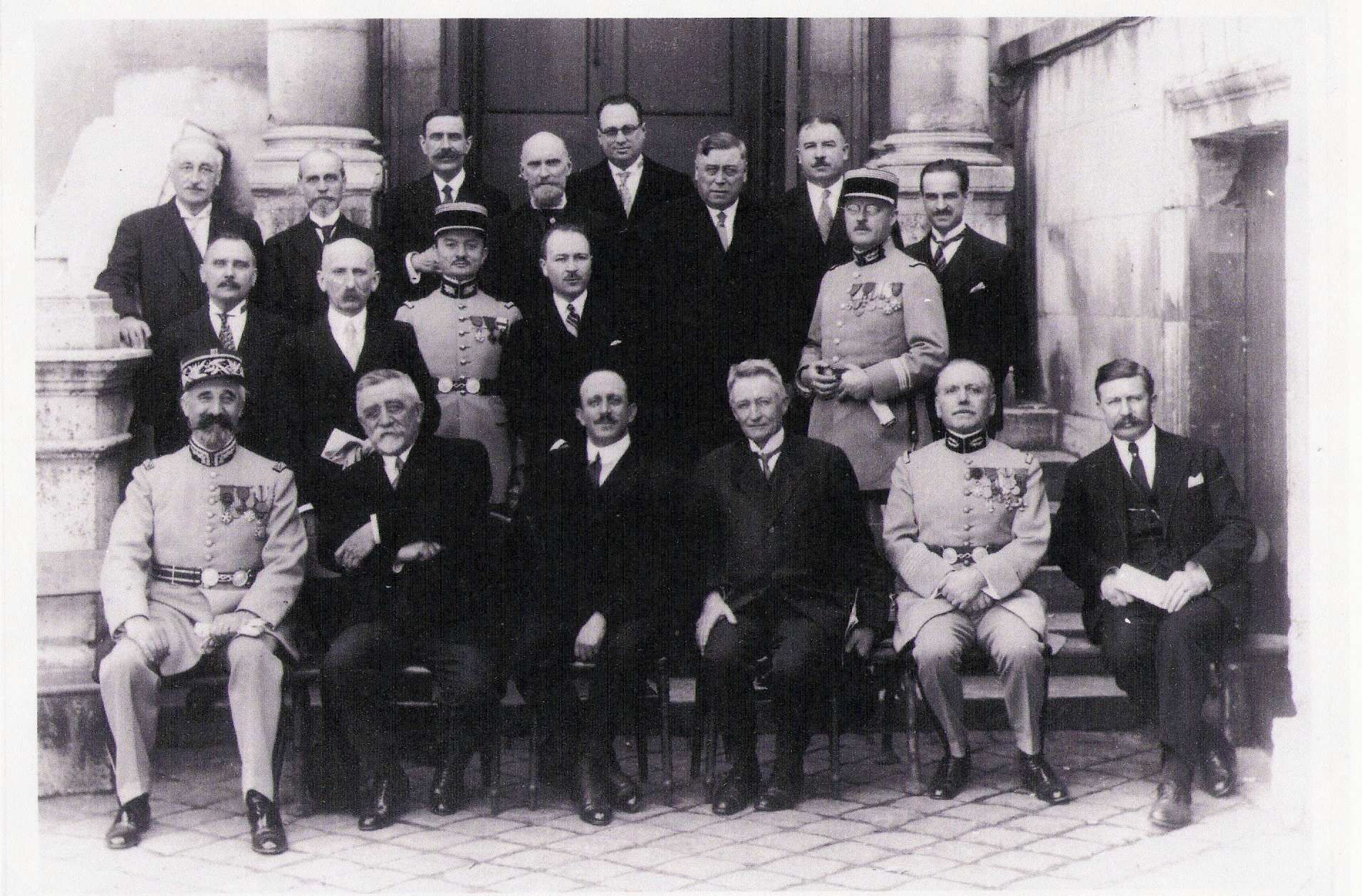
Visite officielle à Alfort dans les années 1920. De gauche à droite : 1er rang : général Darmagnac, Leclainche, Fould, Depierre, Caritte, Barbier, 2e rang : Maignon, Nicolas (directeur), Hespoulet, ?, Rrebeu, 3e rang : Fouquet, Drouin, Bressou, Garder, Verge, Coquot, Robin, Simonnet
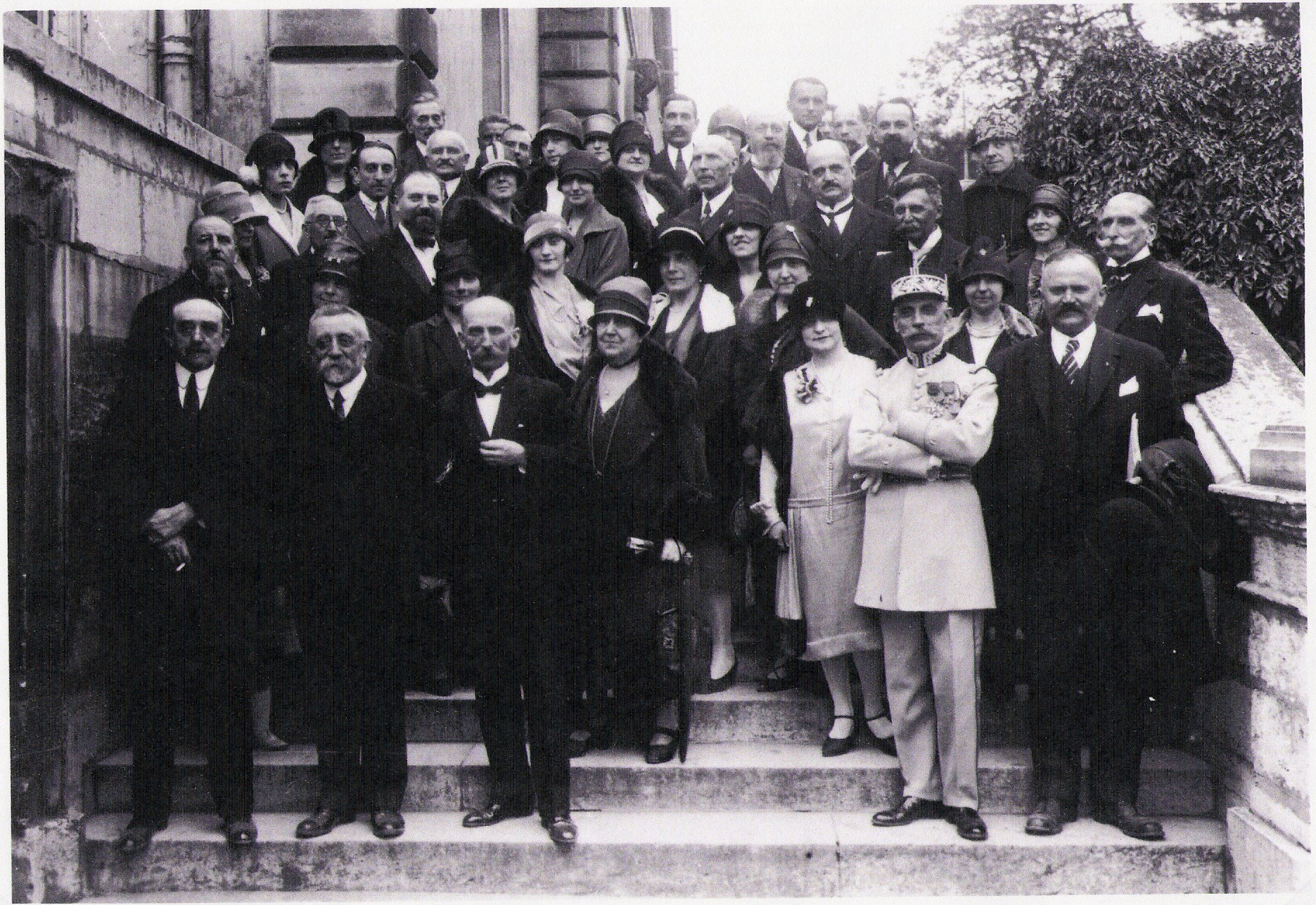
Autre visite officielle à Alfort dans les années 1920, les professeurs et des visiteurs. Au 1er rang : à la gauche de Leclainche, Nicolas (directeur de l’École). Au tout dernier rang et au centre : Bressou et  Panisset à sa gauche.
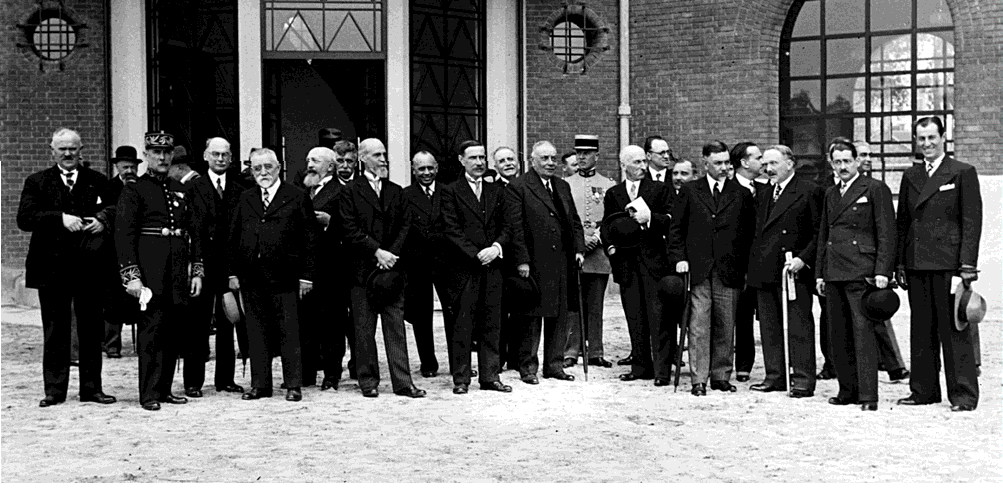
Inauguration de la Cité des Élèves (juin 1935) Clément Bressou au milieu, Emmanuel Leclainche, à gauche (chapeau à la main)

##### «L'élevage n'est autre chose que l'hygièneen action»
Parmi les innovations apportées, on retiendra que ce microbiologiste et pathologiste, hygiéniste militant, fera la promotion, en tant que disciplines à part entière dans l'enseignement vétérinaire, de l'hygiène en élevage, de l'alimentation des animaux et de l'industrie et contrôle des produits d'origine animale. Il obtiendra la création de chaires pour les enseigner. 

Un aphorisme célèbre, dit « aphorisme de Leclainche », « l'élevage n'est autre chose que l'hygiène en action », est toujours régulièrement rappelé dans les colloques et congrès de zootechnie. Le texte dont il est extrait est : « On est contraint de reconnaître que l'élevage, sous tous ses aspects et à toutes ses périodes, se confond avec l'hygiène, c'est-à-dire avec la médecine préventive, qu'il s'agisse de la génétique, de l'alimentation et de l'entretien des animaux de toutes espèces, à tous les âges et à toutes les conditions. Il ne suffit pas de constater que l'élevage est économiquement impraticable en dehors des règles de la médecine préventive -et cette notion est évidente pour les petites espèces- il faut reconnaître que l'élevage n'est autre chose que l'hygiène en action ».

#### La création du doctorat vétérinaire par la loi du 31 juillet 1923

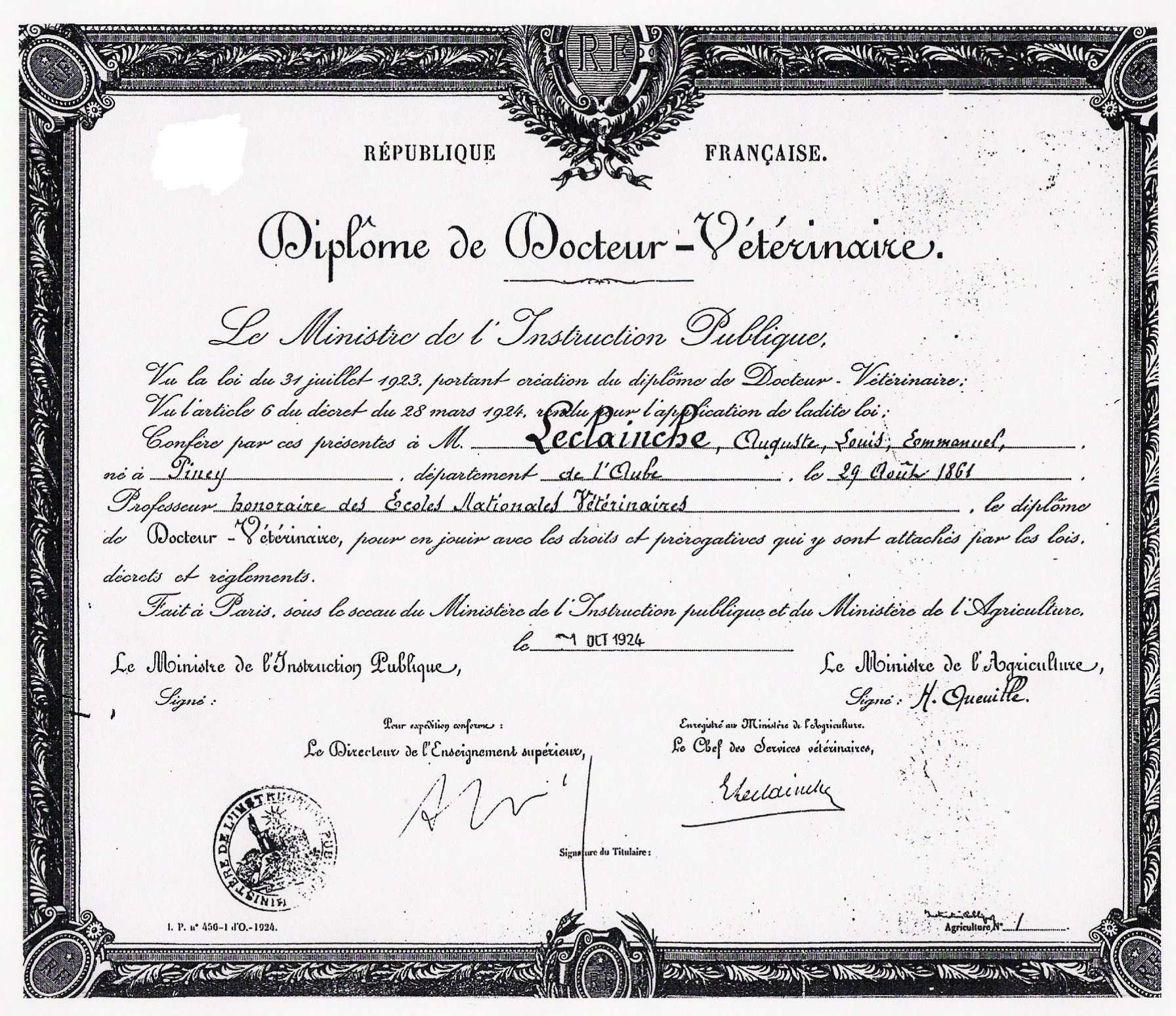
Premier diplôme de doctorat vétérinaire, portant la signature d'Henri Queuille, ministre de l'Agriculture, remis à Emmanuel Leclainche en 1924, lors d'une cérémonie officielle célébrant l'adoption de la loi portant création du doctorat de médecine vétérinaire

### L’engagement de Leclainche contre l’empirisme et la loi de 1938 sur le monopole d’exercice professionnel vétérinaire

#### La lutte  des vétérinaires contre les empiriques
L’appellation « empiriques » regroupait autrefois la vaste famille de « guérisseurs », qui ont longtemps soigné librement  les animaux, et également celle des maréchaux, qui ont profité d'une absence de réglementation pour étendre leur champ d'activité. Cette situation  résulta en grande partie de  la relégation, en 1791, de la profession vétérinaire au rang d’art manuel, appelé  « l’art vétérinaire », que tout citoyen avait le droit d’exercer. Le décret impérial du 15 janvier 1813 introduisit une réglementation mais aussi des confusions funestes entre « maréchaux-experts » et « vétérinaires » dont les conséquences se firent sentir jusqu’à l’instauration de la loi de 1938 sur le monopole d’exercice professionnel par les docteurs en médecine vétérinaire.
Ronald Hubscher, dans son livre « Les maîtres des bêtes », retrace cette lutte des vétérinaires contre les empiriques, tout au long du XIXe siècle jusqu’au milieu du XXe. Les vétérinaires ne cessèrent tout au long de cette période de  « mobiliser un discours de dénonciation contre les  maréchaux et empiriques d’une très grande stabilité ». 

Durant tout le XIXe siècle, l'exercice de la médecine vétérinaire reste donc libre. Il faut attendre la loi du 21 juillet 1881 sur la police sanitaire des animaux pour que la surveillance des maladies contagieuses animales soit confiée aux vétérinaires.  Cette loi fut largement inspirée par Bouley qui avait acquis une très grande autorité en matière de police sanitaire  par l’application de mesures qui, en 1865, protégèrent le territoire français contre une épizootie de peste bovine qui occasionna des  pertes économiques considérables en Angleterre et aux Pays-Bas. Mais cette loi fut très mal appliquée car si la liste des maladies contagieuses était bien établie, leur diagnostic préalable sur un animal malade en élevage ou sur un marché ne relevait pas exclusivement du vétérinaire.
Pendant toute cette période nombre d’enseignants vétérinaires atteignirent un haut niveau d’excellence scientifique et la reconnaissance des milieux académiques. Des Chauveau, Arloing, Laulanié, Toussaint, Galtier, Nocard, en France furent des acteurs majeurs des révolutions scientifiques du XIXe siècle, bernardienne et pasteurienne, qui consacreront l’excellence de la formation scientifique dispensée dans les écoles vétérinaires. En 1900, la reconnaissance scientifique de l’enseignement vétérinaire était acquise, et pourtant rien n’avait changé dans les campagnes en matière d’exercice vétérinaire.

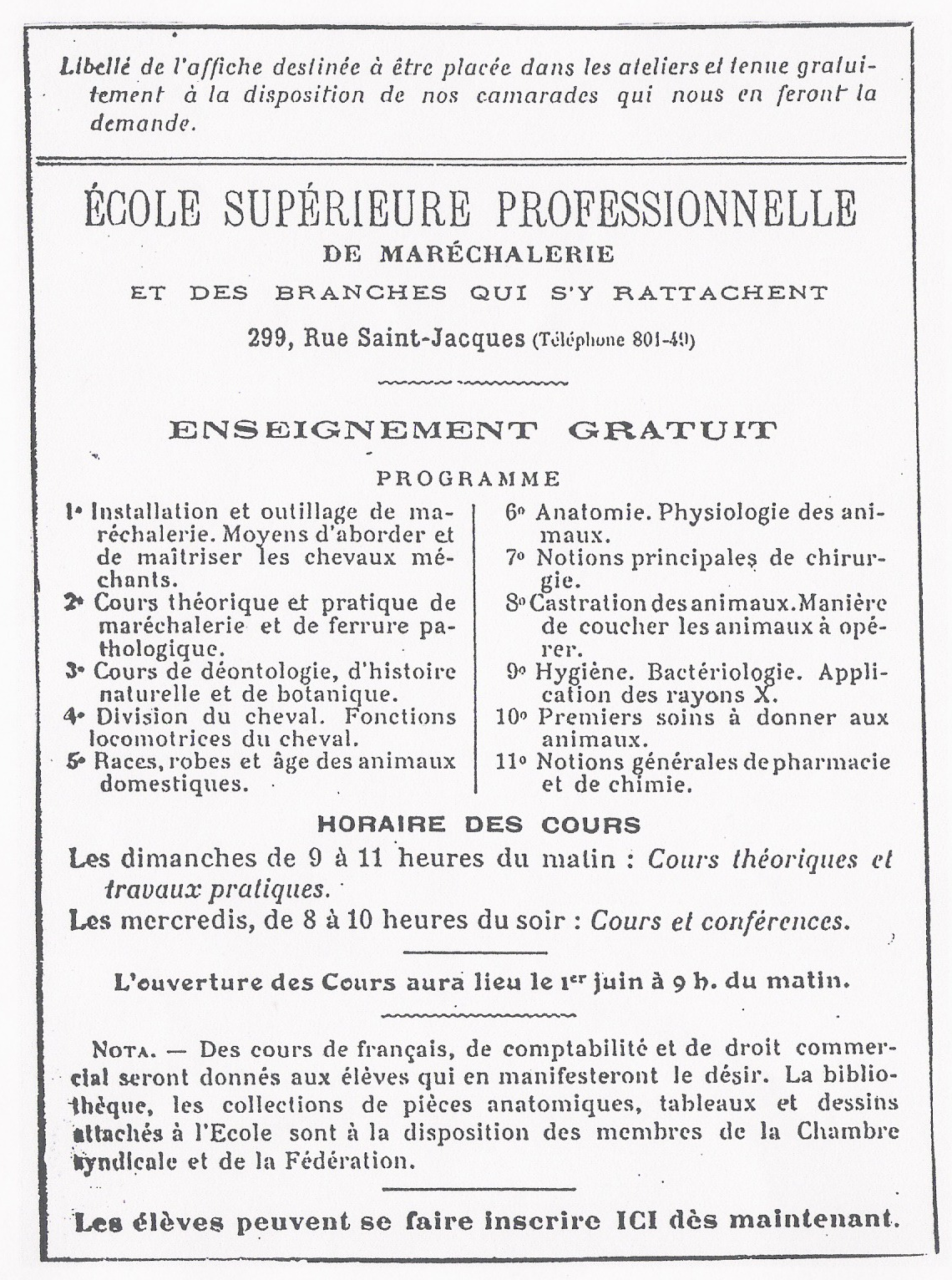
Programme d'enseignement d'une école de maréchalerie publié par Leclainche en 1903 dans la Revue générale de médecine vétérinaire

Leclainche, disciple de Roux et de Nocard sur le plan scientifique, mais aussi héritier de Bouley en matière d’action professionnelle, en fera le constat et l’analyse .
Dès le premier numéro de la Revue Générale de Médecine Vétérinaire, en 1903, il mène une charge contre ce qu’il appelle l’« empirisme organisé ». 
Or des écoles de maréchalerie enseignant des rudiments d’art vétérinaire sont déjà créées. L'enseignement y est gratuit et s'il doit former les élèves maréchaux à la ferrure et aux premiers soins du pied du cheval, le programme affiché propose également des cours de pharmacie, de bactériologie et de chirurgie et même de radiologie.  Ainsi, au début du XXe siècle, nombreux sont les maréchaux experts qui arborent l’enseigne « Médecine et Chirurgie vétérinaires ».  En 1909 il dénonce l'utilisation des sérums et les vaccins par les empiriques qui y ont librement accès, alors que ces médicaments lorsqu'ils sont destinés à l'usage humain, sont réglementairement sous contrôle médical. Le 14 septembre 1916, un décret réglemente la pharmacie vétérinaire. Les empiriques n'ont plus accès aux sérums et autres produits microbiens destinés à l'usage vétérinaire.  Leur délivrance doit se faire uniquement sur ordonnance : les maréchaux n'ont enfin plus le droit de prescrire. En 1923, Leclainche introduit dans le texte de loi instaurant le doctorat vétérinaire, un article qui protège le titre et le diplôme de vétérinaire qui ne peut plus désormais être utilisé par les empiriques, mais l'exercice de la médecine vétérinaire leur est toujours permis.

#### la loi de 1938 sur le monopole d’exercice professionnel vétérinaire
Leclainche, fondateur et directeur de l’Office international des épizooties (OIE) depuis 1924, dispose d’une autorité et d’un prestige international considérables. Dans les congrès internationaux, il dénonce les retards ou les lacunes en matière de lutte contre les maladies contagieuses et de santé publique. En 1930, au Congrès International de Médecine Vétérinaire de Londres, il s’empara à nouveau du sujet, pointant délibérément son pays, la France, en portant la question sur son terrain, celui de l’intérêt général, déclarant : « La réglementation qui s’impose est le complément naturel et indispensable de la création des enseignements vétérinaires ; elle intéresse à la fois l’économie agricole, la police sanitaire et l’hygiène publique. La persistance de l’empirisme est incompatible avec les méthodes modernes de prophylaxie des maladies enzootiques. Un pays qui tolère l’empirisme ne peut exercer un contrôle réputé suffisant sur sa propre situation sanitaire », « Cette conception nouvelle d’une action sanitaire préventive, avec toutes les modalités de l’assistance vétérinaire, impose, comme condition préalable inéluctable, la disparition de  l’empirisme». Après avoir mis en place un système de lutte contre les maladies contagieuses propre aux vétérinaires, après avoir protégé civilement et pénalement le titre de vétérinaire par l’institution du Doctorat, il ne restait plus qu’à réglementer l’exercice de la médecine vétérinaire par l’argument de l’action sanitaire préventive sur le cheptel français. Or ce monopole d’exercice avait déjà été institué dans  le Grand-Duché du Luxembourg en 1841, le Royaume-Uni en 1881, les Pays-Bas en 1925, il le sera en Irlande et en Italie en 1934.
En 1934, le docteur Orgeval, praticien rural, présente un projet de loi fortement inspiré des propositions de Leclainche, très bien argumenté. Les deux hommes vont travailler conjointement sur le projet de loi et en définir les grandes lignes. Le ministre de l'Agriculture Émile Cassez dépose le projet de loi en 1935, mais le texte n'a pas le temps d'être voté. Il faut attendre 2 années pour que le nouveau ministre, Georges Monnet, modifie légèrement le projet de 1935 et le dépose à nouveau devant la Chambre des Députés. Le projet de loi sur l'exercice de la médecine vétérinaire est finalement adopté le 17 juin 1938. Dorénavant, seuls les titulaires du diplôme vétérinaire ou de docteur vétérinaire ont le droit de prodiguer des soins aux animaux. L'exercice illégal est défini, et sévèrement réprimé. Les maréchaux-ferrants gardent le droit de pratiquer tous les soins du pied, les castrations et les soins d'urgence, hors cas de maladie contagieuse. Une dérogation est également prévue pour tous ceux qui exercent déjà la médecine et la chirurgie des animaux sans être vétérinaire. Sous réserve de se signaler en s'inscrivant à la préfecture, les empiriques déjà en activité ont le droit de continuer leur activité. La loi consacre la légitimité des vétérinaires et clôt 140 années de combat.

## Hommages
Il existe une rue « Emmanuel Leclainche » à Assencières et une rue « Professeur Emmanuel Leclainche » à Piney, dans l’Aube

Depuis le 30 juin 2014, l'amphithéâtre d'honneur de l’École nationale vétérinaire de Toulouse porte son nom ainsi qu'une plaque commémorative.

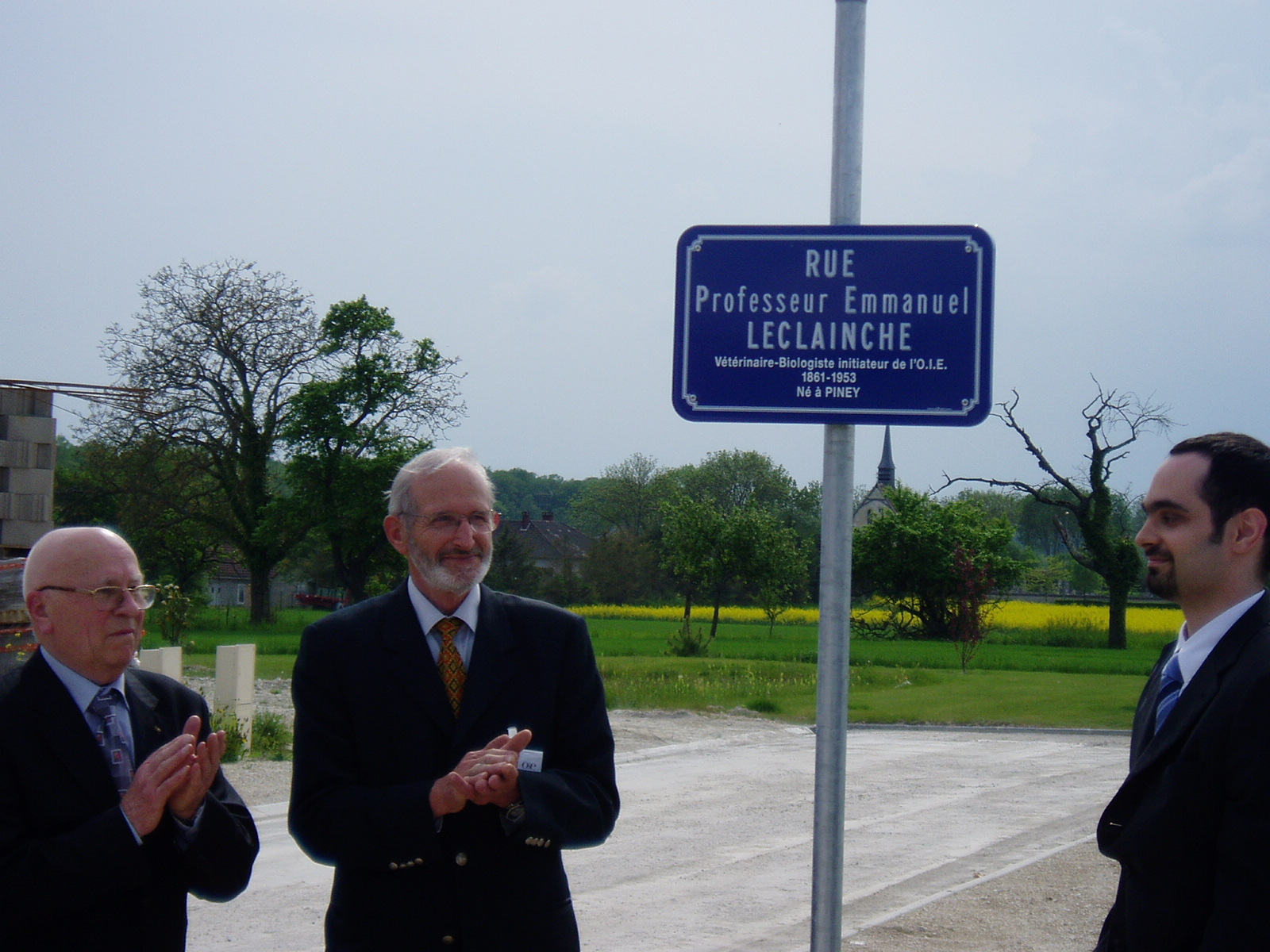
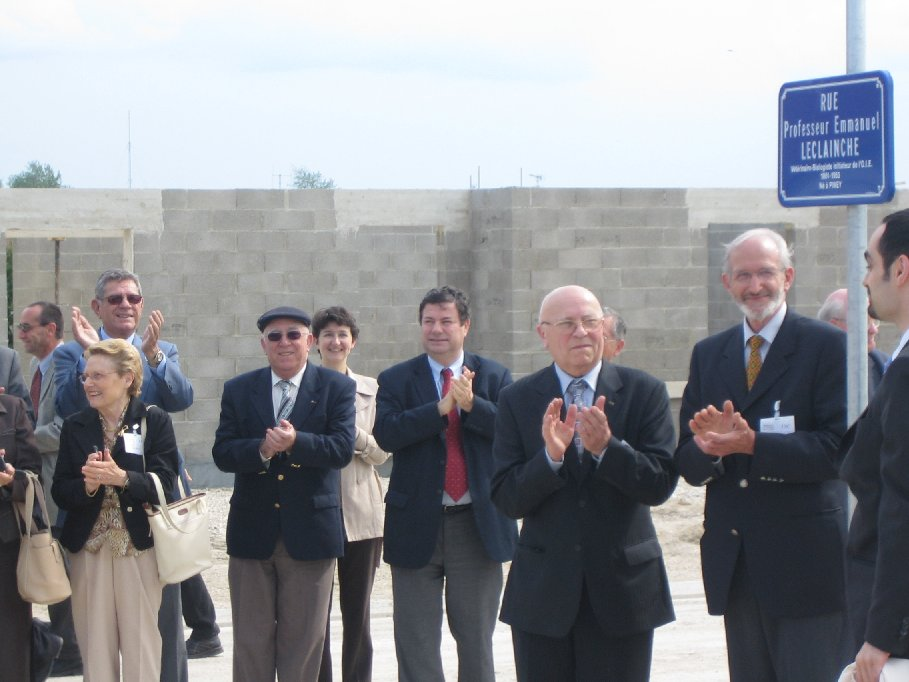
Cérémonie de la pose de la plaque de la rue Emmanuel Leclainche à Piney le 05 mai 2006
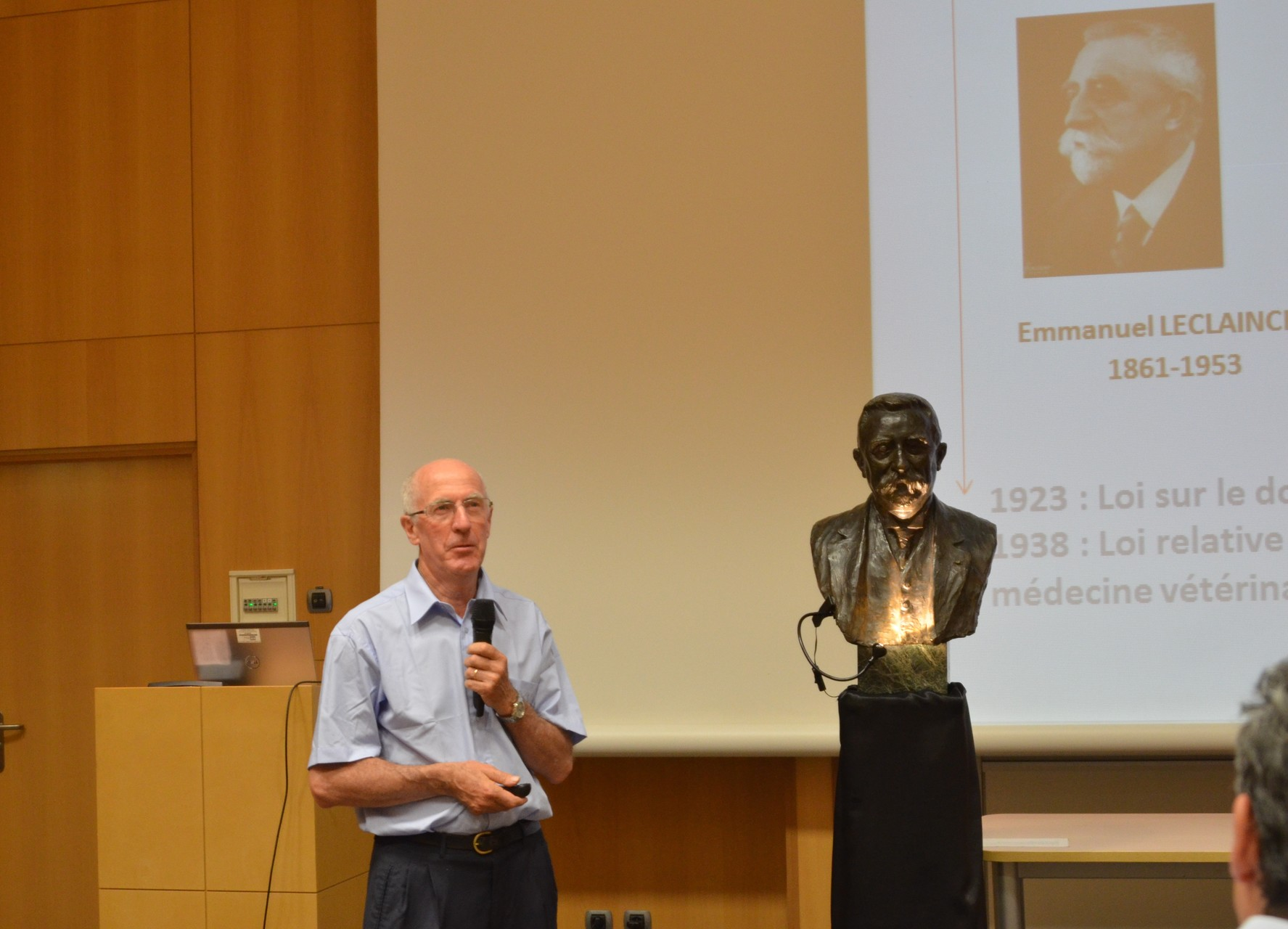
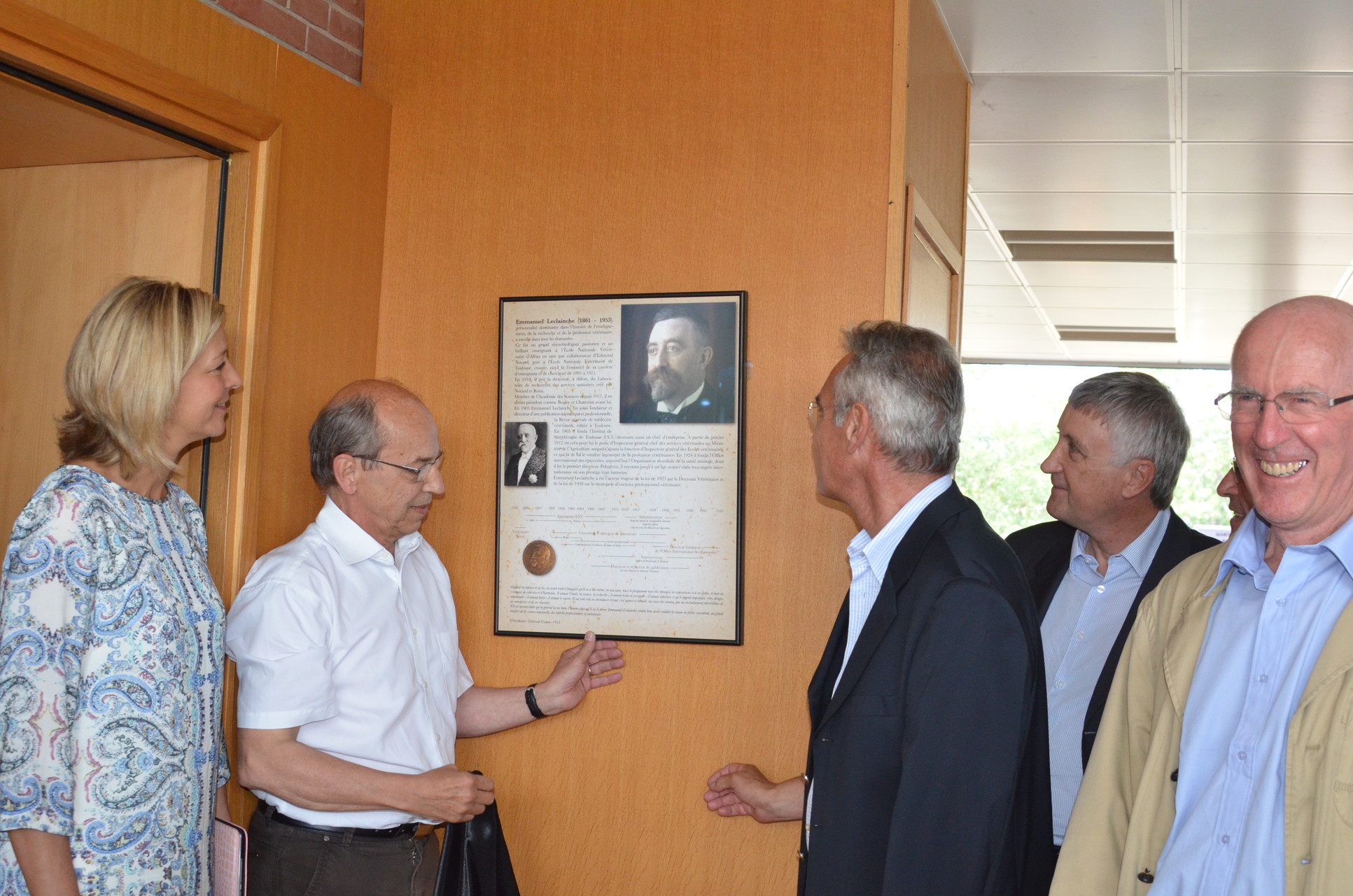
Découverte de la plaque commémorative à l'entrée de l'amphithéâtre d'honneur portant son nom à l'Ecole nationale vétérinaire de Toulouse

## Œuvres et publications
- Histoire de la médecine vétérinaire, 812 pages, Office du Livre, Toulouse, 1936

En collaboration:
- avec Edmond Nocard : «Épizooties», in: Encyclopédie d'hygiène et de médecine publique. Tome deuxième: "Hygiène générale, hygiène alimentaire", directeur Dr Jules Rochard, Lecrosnier et Babé (Paris), 1890, p. 65-206, lire en ligne sur Gallica.
- avec Edmond Nocard : Les maladies microbiennes des animaux, 3 éditions, Masson, 1903 (3e édition) - 1313 pages. Cet ouvrage a été numérisé au Canada et est consultable sur le site d'Openlibrary via le lien : https://archive.org/stream/lesmaladiesmicro01nocauoft#page/n5/mode/2up